# Contea di Cass (Minnesota)
La contea di Cass in inglese Cass County è una contea dello Stato del Minnesota, negli Stati Uniti. La popolazione al censimento del 2000 era di 27 150 abitanti. Il capoluogo di contea è Walker